# (35729) 1999 GZ4
1999 جي زد 4 (ويعرف أيضًا باسم (35729) 1999 جي زد 4 وفق تسمية الكوكب الصغير) (بالإنجليزية: 1999 GZ4)‏ هو كويكب ضمن حزام الكويكبات؛ وترتيبه 35729 من حيث الاكتشاف.
اكتُشف هذا الجُرم الفلكي بواسطة Frank B. Zoltowski ‏ في 13 أبريل 1999.

## وصلات خارجية
- (35729) 1999 GZ4 في قاعدة بيانات مختبر الدفع النفاث لأجرام النظام الشمسي الصغيرة

- الاكتشاف · مخطط المدار ·  العناصر المدارية · المعلمات المادية

- (35729) 1999 GZ4 على موقع ويكي سكاي: DSS2, SDSS, GALEX, IRAS, Hydrogen α, X-Ray, Astrophoto, Sky Map, Articles and images